# Planeta Rica
Planeta Rica là một khu tự quản thuộc tỉnh Córdoba, Colombia. Thủ phủ của khu tự quản Planeta Rica đóng tại Planeta Rica Khu tự quản Planeta Rica có diện tích 1188 ki lô mét vuông. Đến thời điểm ngày 28 tháng 5 năm 2005, khu tự quản Planeta Rica có dân số 48909 người.